# Mariestads CK
Mariestads CK var en idrottsförening från Mariestad bildad 1927. Föreningen hade ett bandylag som 1949 gick över till ishockey. Redan säsongen 1952/53 återfinner man dem i Division III Västsvenska Södra där de spelat till sig en andraplats. Spelet i division III fortsatte och 1956 vann man Division III Västsvenska B vilket resulterade i uppflyttning till Division II följande säsong. Med ett par säsongers avbrott spelade man sedan i Division II fram till 1967 då föreningen gick samman med Leksbergs BTK och Leksbergs IF till Mariestads Boll- och Idrottssällskap (BoIS). Av dessa tre föreningar var det bara Mariestads CK som spelade ishockey.

## Säsonger i ishockey
Ishockeyn togs upp på programmet 1947. 1952 hittar man klubben i Division resultatlistorna från Division III.
| Säsong                                                | Division                          | Placering     | Kval/Playoff                          |
| Mariestads CK                                         | Mariestads CK                     | Mariestads CK | Mariestads CK                         |
| ----------------------------------------------------- | --------------------------------- | ------------- | ------------------------------------- |
| 1952/1953                                             | Division III Västsvenska Södra    | 2             |                                       |
| 1953/1954                                             | Division III Västsvenska Södra    | 3             |                                       |
| 1954/1955                                             | Division III Västsvenska Södra B  | 4             |                                       |
| 1955/1956                                             | Division III Västsvenska Södra B  | 1             | uppflyttade                           |
| 1956/1957                                             | Division II Västra B              | 6             |                                       |
| 1957/1958                                             | Division II Västra B              | 7             | nerflyttade                           |
| 1958/1959                                             | Division III Södra Västsvenska B  | 1             | 1:s i kvalserie västra B, uppflyttade |
| 1959/1960                                             | Division II Västra B              | 6             |                                       |
| 1960/1961                                             | Division II Västra B              | 6             |                                       |
| 1961/1962                                             | Division II Västra B              | 7             | nerflyttade                           |
| 1962/1963                                             | Division III Södra Västsvenska B1 | 1             | 1:a i final mot Grästorp, uppflyttade |
| 1963/1964                                             | Division II Västra B              | 6             |                                       |
| 1964/1965                                             | Division II Västra B              | 7             |                                       |
| 1965/1966                                             | Division II Västra B              | 8             |                                       |
| 1966/1967                                             | Division II Västra B              | 9             |                                       |
| Från och med 1967 går föreningen in i Mariestad BoIS. |                                   |               |                                       |